# Martin Chuman
Martin Chuman (* 9. ledna 1973 Praha) je bývalý český fotbalista.

## Hráčská kariéra
V československé nejvyšší soutěži zasáhl na podzim 1992 do 2 utkání v dresu Dukly Praha (v rámci základní vojenské služby), v nichž neskóroval. Do Dukly přišel z Tempa Praha, vrátil se tamtéž. Věnuje se též futsalu.

## Ligová bilance
| Ročník                                   | Zápasy | Góly | Minuty | Klub        |
| ---------------------------------------- | ------ | ---- | ------ | ----------- |
| 1. československá fotbalová liga 1992/93 | 2      | 0    | 37     | Dukla Praha |
| CELKEM 1. ČS. LIGA                       | 2      | 0    | 37     |             |